# Antipaluria caribbeana
Antipaluria caribbeana är en insektsart som beskrevs av Ross 1987. Antipaluria caribbeana ingår i släktet Antipaluria och familjen Clothodidae. Inga underarter finns listade i Catalogue of Life.